# Anastasios II
Anastasios II Artemios (Grieks: Αναστάσιος Αρτέμιος; Latijn: Anastasius Artemius) (? - 718), was keizer van het Byzantijnse rijk van 713 tot 715.
Anastasios, oorspronkelijk Artemios genaamd, diende als secretaris voor zijn voorgangers. Nadat het leger van de provincie Opsikion keizer Philippikos in Thracië had afgezet, riepen ze Artemios uit tot keizer. Hij koos Anastasios als regeernaam. Kort daarna disciplineerde Anastasios het leger en liet hij de officieren executeren die direct bij de samenzwering tegen Philippikos betrokken waren.
Anastasios hield zich aan de beslissingen van het zesde oecumenisch concilie, zette de Monotheletistische patriarch Johannes VI van Constantinopel af en verving hem door de Orthodoxe patriarch Germanos I in 715. Dit maakte meteen een einde aan het kortdurende schisma met de Rooms-Katholieke Kerk.
Het keizerrijk werd intussen bedreigd door de Omajjadische Arabieren, zowel vanaf het land als vanuit de zee (ze waren in 714 al doorgedrongen tot Galatië). Anastasios probeerde eerst vrede te bereiken met diplomatieke middelen. Nadat zijn afvaardiging had gefaald in Damascus begon hij met de restauratie van de muren van Constantinopel en de opbouw van een nieuwe vloot. De dood van kalief Al-Walid I in 715 gaf Anastasios de mogelijkheid om het tij te keren. Hij had zijn vloot verzameld bij Rodos met het bevel zich te verdedigen tegen de oprukkende vijand en tevens al hun marinebases te vernietigen, en stuurde een leger onder commando van Leo de Isauriër (de latere keizer Leo III) om Syrië binnen te vallen.
De troepen van het Opsikiaanse leger, het leger afkomstig uit de thema (provincie) Opsikion (tegenwoordig Noordwest Turkije), dat de strikte maatregelen van de keizer verachtte, sloeg aan het muiten, doodde admiraal Johannes en riep Theodosios III tot keizer uit. Na een zes maanden durend beleg viel Constantinopel. Anastasios, gevlucht naar Nicea, was gedwongen de nieuwe keizer te erkennen en vertrok naar een klooster in Thessaloniki.
In 718 leidde Anastasios een opstand tegen Leo III, de opvolger van Theodosios. Hij faalde echter en werd op bevel van Leo III gedood.